# توماس لارسن (لاعب كرة قدم)
توماس لارسن (بالدنماركية: Thomas Larsen)‏ هو لاعب كرة قدم دنماركي، ولد في 11 فبراير 1954.